# Хронологија Османског царства
- 1261-1310. Газије освајају кнежевине Ментенеше, Ајдин, Сархуан, Кересију и Османлијску (Османску) у западној Анадолији.
- 1299. Осман I оснива Османско царство.
- 1304. Каталонски плаћеници под именом Алмогаверси се боре против Турака у служби Византије
- 1326. Османлије заузимају Брусу. Осман-Газијина смрт и Орханово устоличење
- 1327. Први Орханов новац искован у Бруси
- 1331. Османлије заузимају Никомедију (Измит)
- 1346. Орхан се жени Теодором, ћерком Јована Кантакузина.
- 1352. Орхан даје трговачке повластице Ђеновљанима. Сулејман заузима тврђаву Циппе. Почетак Турског освајања у Тракији
- 1354. Османлије заузимају Анкару и Галипољ.
- 1357. Сулејманова смрт. Почетак мира са Византијом
- 1359. Принц Мурат I напада Тракију
- 1361. Мурат заузима Једрене
- 1362. Орхан умире. Устоличење Мурата I
- 1371. Муратова победа над Угљешом и краљем Вукашином код Черномена на Марици (26. септембра)
- 1375-1380. Османлије присаједињују делове Гермијане и Хамидилије
- 1385. Мурат заузима Софију
- 1386. Мурат осваја Ниш.
- 1388. Муратов пораз на Плочнику (27. августа)
- 1389. Косовски бој (28. јуна). Смрт Мурата и устоличење Бајазита I
- 1389-1390. Бајазит осваја западну Анадолију и кнежевине Ментеше, Ајдин, Сарухан, Гермијану и Хамидилију
- 1394-1402. Бајазитова блокада Цариграда
- 1395. Бајазитов поход на Угарску и Влашку. Битка на Ровинама (17. маја).
- 1396. Битка код Никопоља (25. септембра)
- 1402. Битка код Агоре (28. јула). Бајазит пада у заробљеништво.
- 1403. Бајазит извршио самоубиство у Акшехиру (8. марта)
- 1403-1413. Грађански рат у Турској између Бајазитових синова
- 1413. Мехмед побеђује Мусу код Софије. Уједињује османске територије.
- 1415. Мехмед I на челу војног похода одлази у Анадолију. Сукоб са Венецијом
- 1418. Поход Мехмеда на Џаник
- 1421. Смрт Мехмеда. Устоличење Мурата II у Бурси.
- 1424. Мировни уговор Мурата II са Венецијом
- 1428. Мировни уговор са Угарском
- 1438. Поход Мурата на Ердељ
- 1439. Мурат осваја Смедерево; први пад Србије
- 1441-1442. Јанко Хуњади односи победу над Османлијама у Ердељу.
- 1446. Мурат II по други пут на престолу.
- 1451. Смрт Мурата II (3. фебруар); устоличење Мехмеда II (18. фебруара)
- 1453. Мехмед опседа Цариград (6. април-29. мај). Пад Пере
- 1459. Предаја Смедерева (јуна). Пад средњовековне Деспотовине Србије.
- 1462. Мехмед покорава Влашку (лето)
- 1463. Пад средњовековне Краљевине Босне под турску власт.
- 1478. Узун Хасан умире, Мехмед II опседа Скадар у Албанији. Османлије упадају у Фурландију
- 1481. Мехмед умире (3. маја), Бајазит II ступа на престо (20. маја)
- 1483. Османлије освајају последње остатке земље херцега од св. Саве (Херцеговина).
- 1484-1491. Рат са египатским Мамелуцима
- 1497-1499. Рат са Пољском
- 1499. Османлије освајају Црну Гору
- 1499-1503. Рат са Венецијом
- 1512. Селим I присиљава свог оца да абдицира
- 1514. Селим наноси пораз шаху Исмаилу код Чалдирана
- 1520. Смрт Селима I (21. септембра); Сулејман I ступа на престо (30. септембра)
- 1521. Угарски Београд освојен (29. августа).
- 1526. Битка код Мохача (29. августа)
- 1529. Сулејман I заузима Будим (8. септембра); Опседање Беча (26. септембра-16. октобра).
- 1532. Ратни поход Сулејмана на Аустрију.
- 1537. Рат са Венецијом; Сулејман у Албанији. Османлије упадају у Апулију (јула).
- 1539. Освајање Херцег-Новог (10. августа).
- 1541. Ратни поход Сулејмана на Фердинанда, припајање Угарске
- 1545. Примирје између Сулејмана и Фердинанда
- 1548. Ратни поход Сулејмана на Иран, пад Вана (25. августа)
- 1559. Грађански ратизмеђу Сулејманових синова Селима и Бајазита.
- 1562. Мир са царем Фердинандом (1. јула).
- 1566. Опсада Сигета (5. август-7. септембар); Сулејма умире под Сигетом (6. септембра); устоличење Селима II (24. септембра); заузимање Хиоса.
- 1569. Поход Османлија против Руса; план канал Дон-Волга и опсада Астрахана.
- 1571. Образовање Св. лиге против Османлија; Османлије освајају Фамагусту; Битка код Лепанта (7. октобра).
- 1578. Атентат на Мехмеда Соколовића, великог везира; рат са Ираном.
- 1588. Османлије заузимају Карадаг.
- 1589. Устанак јаничара у Цариграду (3. априла).
- 1593. Побуна спахија у Цариграду (27. јануара); Синан-паша именован за великог везира; пораз Турака код Сиска (20. јуна); рат са Аустријом.
- 1595. Смрт Мурата III; Мехмед III ступа на престо.
- 1603. Спахијска буна. Смрт Мехмеда III (22. децембра); Ахмед I ступа на престо (23. децембра).
- 1606. Османлије и Аустријанци склапају мировни уговор у Житва-Топоку.
- 1617. Смрт Ахмеда I
- 1617-1623. Криза Султаната. Унутрашњи немири.
- 1656-1683. Доба Ћуприлића
- 1645-1669. Кандијски рат против Венеције
- 1648. На престо ступа Мехмед IV „Ловац“.
- 1656. Велики везир постаје Мехмед-паша Ћуприлић. Преокренуо Кандијски рат.
- 1657-1658. Побуна Абаз Хасан-паше из Бруса.
- 1682. Поход Мехмеда на Београд.
- 1683. Бечки рат.
- 1687. На престо ступа Сулејман III.
- 1689. Напад Сулејмана на Аустрију.
- 1691. Смрт Сулејмана. Долазак на престо Ахмета II.
- 1699. Мировни уговор у Карловцима са Аустријом (26. јануара).
- 1703. Мустафа II се одриче престола у корист брата Ахмеда III.
- 1713. Султан Ахмед протерује шведског краља Карла XII са двора и потписује уговор о миру са Русијом.
- 1715. Рат са Млечанима за Мореју.
- 1717. Халил-паша предводи војску на Београд.
- 1718. Мир у Пожаревцу. Турска се одриче Темишвара, Смедерева и Београда.
- 1719. Потписан трговачки уговор са Аустријом.
- 1727. Отворена прва штампарија у Цариграду.
- 1730. Побуна јаничара под Патроном Халилом. Ступање на престо Махмуда I.
- 1739. Победа Турака код Гроцке. Београдски мир.
- 1768-1774. Руско-турски рат.
- 1770. Победа у поморској бици код Чесме.
- 1771. Мир у Фокшанима.
- 1772. Мир у Букурешту.
- 1774. Мир у Кучук-Каинарџи (10-21. јули). Турска признаје право Русији да држи у Цариграду свог представника и да ће штитити хришћанску веру и цркве. Русија добија слободан излаз на Црно Море.
- 1787. Нови рат Русије и Турске.
- 1789. Аустријанци су освојили Београд. Ступање Селима III.
- 1790-1791. Турско-Аустријски рат.
- 1791. Мир у Свиштову (4. август). Амнестија Црне Горе, Босне, Србије, Влашке и Молдавије. Мир у Јашију (29. децембра). Русија враћа Турској Бесарабију и Молдавију.
- 1794. Турски султани објављује повластице Београдском пашалуку и уводи Кнежинску самоуправу.
- 1800. Султан Селим се мири са Јаничарима.
- 1800-1804. Јаничарска владавина у Београдском пашалуку.
- 1804-1813. Први српски устанак.
- 1806. Руско-турски рат.
- 1808. Мир у Тилзиту. Прекид непријатељства. Ступање на престо Махмуд II Адлија.
- 1812. Мир у Букурешту. Ликвидација устанка у Србији.
- 1815-1830. Други српски устанак.
- 1821. Устанак Хетерије у Румунији и Дунавским кнежевинама. Грчки устанак.
- 1826. Руско-турски рат.
- 1827. Битка код Наварина.
- 1829. Мир у Једрену. Порта признаје аутономна права Влашке, Молдавије и Србије.
- 1839-1841. Грађански рат у Турској између Абдулмеџида и Мехмед-Алијом. Ступање Абдулмеџида на престо.
- 1853-1856. Кримски рат Турске и Русије.
- 1856. Париски мир.
- 1861. Абдулазиз ступа на престо.
- 1866. Устанак у Бугарској.
- 1875. Устанак у Босни и Херцеговини.
- 1876. Абдулазиз збачен са престола (30 и 31. мај). На престо ступио Мурат IV. Рат Србије и Црне Горе против Турске. Мидхат паша постављен за великог везира.
- 1877-1878. Руско-турски рат.
- 1877. Осман-паша предаје Плевну Русима.
- 1878. Војска Сулејман-паше разбијена код Једрена (20. јануара). Потписано примирје у Једрену. (31. јануара). Мир у Сан-Стефану (23. фебруара). Берлински конгрес (јун). Територија Отоманске територије је окрњена. Турска је изгубила Бату, Карс, Ардаган.
- 1878-1908. Деспотска владавина Абдулхамида.
- 1895. Критски устанак.
- 1897. Грчка објавила рат Турској.
- 1903. Илинденски устанак (2. августа).
- 1906. Револт у Персији.
- 1908. Почетак Младотурске револуције. Враћање пређашњег Устава.
- 1909. Абдулхамид покушао да изврши контрареволуционарни удар без успеха. Одлазак Абдулхамида и ступање Мехмеда V на престо.
- 1911. Италијанско-турски рат.
- 1912. Први балкански рат (октобра). Мировни уговор у Лондону.
- 1913. Ново покретање рата (јануар). Пораз и потврда одредаба Лондонског примирја. Турска одлази са Балкана.
- 1914-1918. Први светски рат.
- 1914. Турска изјављује своју неутралност у рату (13. августа). Турска влада наређује да се затворе мореузе и наређује да се минирају обале. Турска улази у рат на страни Централних сила (29. октобра). Турска 3. Армија је разбијена у бици код Сарикамиша од стране Руса.
- 1915. Дарданелска експедиција (25. априла). Велики пораз Турске.
- 1916. Сајс-Пиков споразум Антанте о подели Турских територија.
- 1918. Турска на острву Лемнос потписује капитулацију и предаје своје снаге Енглезима. Султан постаје Мехмед IV Вахидедин.
- 1918-1919. Версајска мировна конференција (18. децембар-16. јануар 1919)
- 1920. Споразум у Севру. Разоружавање целокупне Турске војске. Побуна генерала Кемала Мустафе Ататурка.
- 1921. Турска проглашава независност и присаједињење Босфора и Дарданела. Рат са Грцима. Пораз Грка код Иноне на Божић. Повлачење Грка.
- 1922. Заједничка влада Абдулмеџида и Кемала Ататурка. Абдулмеџид постајке само халифа.
- 1923. Кемал Мустафа Ататурк проглашава Републику (марта).

Крај Османског царства и почетак Републике до данас.